# Реминьи (Эна)
Реминьи́ (фр. Remigny) — коммуна во Франции, находится в регионе Пикардия. Департамент коммуны — Эна. Входит в состав кантона Рибмон. Округ коммуны — Сен-Кантен.
Код INSEE коммуны — 02639.

## Население
Население коммуны на 2010 год составляло 390 человек.
| 1962 | 1968 | 1975 | 1982 | 1990 | 1999 | 2010 |
| ---- | ---- | ---- | ---- | ---- | ---- | ---- |
| 399  | 368  | 329  | 344  | 360  | 369  | 390  |

## Экономика
В 2010 году среди 257 человек трудоспособного возраста (15—64 лет) 182 были экономически активными, 75 — неактивными (показатель активности — 70,8 %, в 1999 году было 72,3 %). Из 182 активных жителей работала 151 человек (85 мужчин и 66 женщин), безработных было 31 (14 мужчин и 17 женщин). Среди 75 неактивных 23 человека были учениками или студентами, 20 — пенсионерами, 32 были неактивными по другим причинам.